# Cyclosorus immersus
Cyclosorus immersus är en kärrbräkenväxtart som först beskrevs av Bl., och fick sitt nu gällande namn av S.Linds. Cyclosorus immersus ingår i släktet Cyclosorus och familjen Thelypteridaceae. Inga underarter finns listade.